# 76-й гвардейский штурмовой авиационный полк
76-й гвардейский штурмовой Мелитопольский Краснознамённый ордена Кутузова авиационный полк — авиационная воинская часть ВВС РККА штурмовой авиации в Великой Отечественной войне.

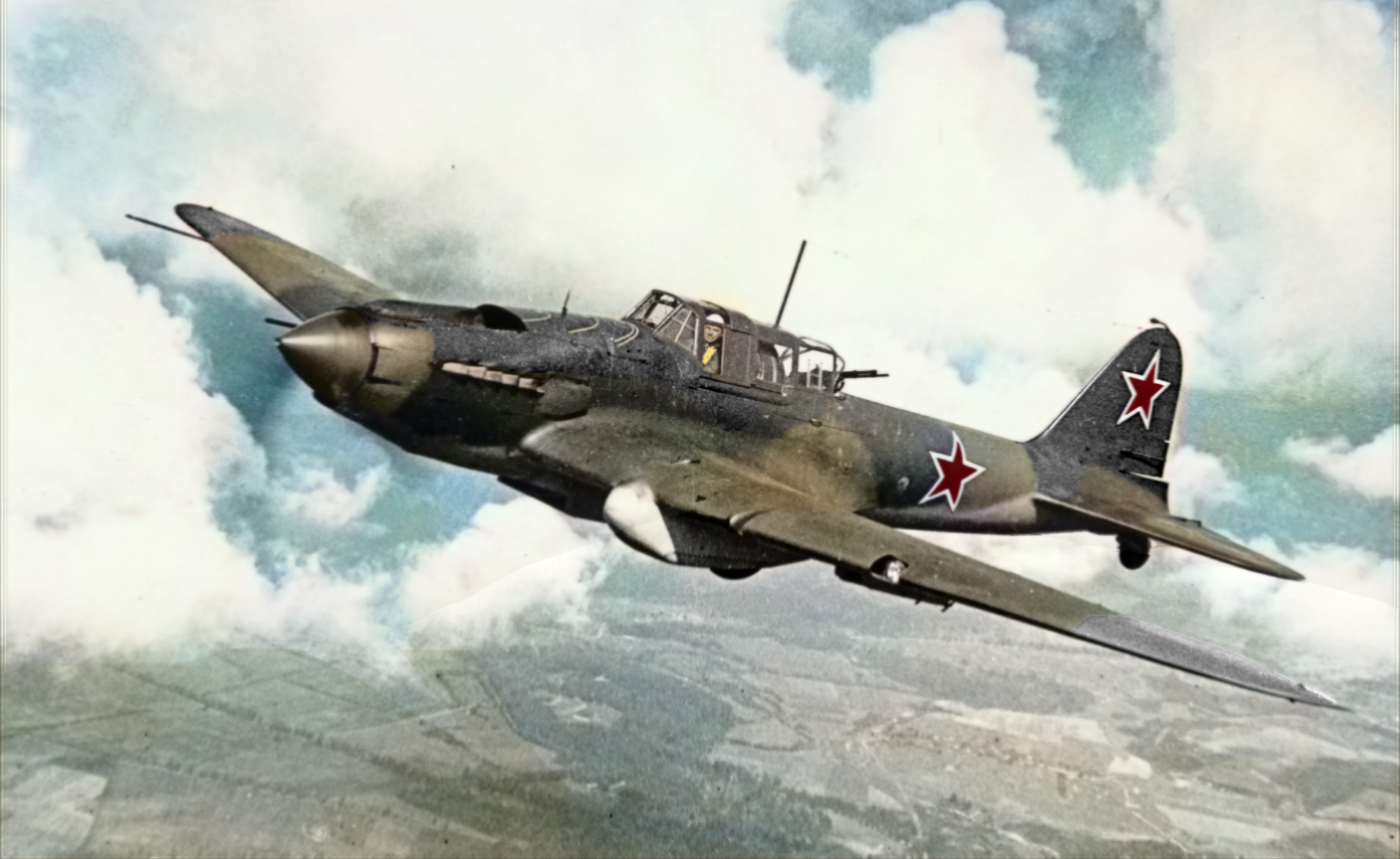
На вооружение полка самолёт Ил-2 поступил в середине сентября 1941 года.

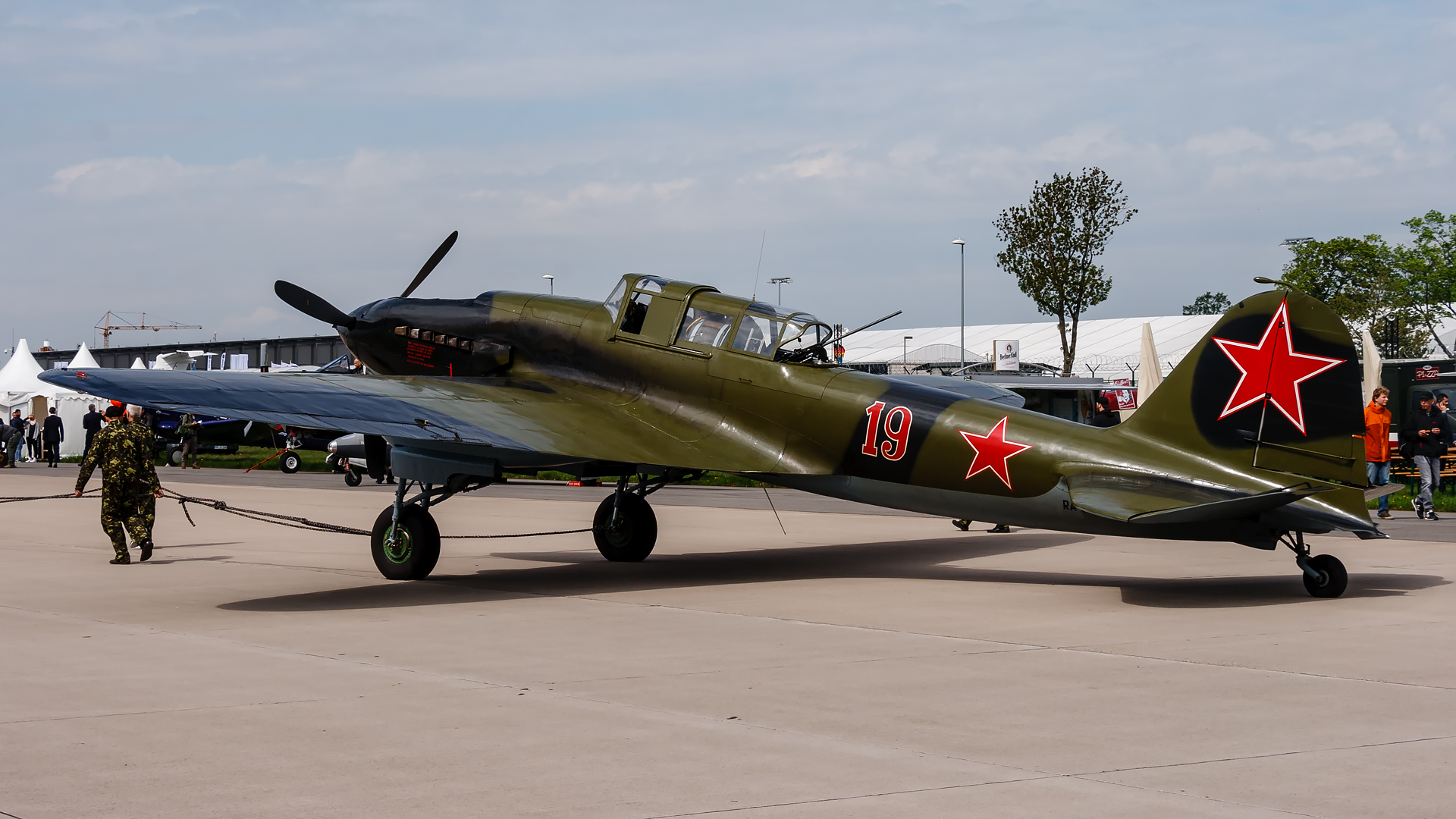
Конструкторы называли разработанный ими штурмовик Ил-2 «летающим танком», пилоты-истребители люфтваффе прозвали его «бетонным самолётом» (нем. Betonflugzeug), солдаты вермахта называли его «чумой» (нем. Schwarzer Tod, дословно: «чёрная смерть»).

## Наименование полка
В различные годы своего существования полк имел наименования:
- 225-й ближнебомбардировочный авиационный полк;
- 225-й бомбардировочный авиационный полк;
- 225-й скоростной бомбардировочный авиационный полк;
- 225-й штурмовой авиационный полк;
- 76-й гвардейский штурмовой авиационный полк (18.03.1942 г.)[1];
- 76-й гвардейский штурмовой авиационный Мелитопольский полк (04.05.1944 г.);
- 76-й гвардейский штурмовой авиационный Мелитопольский Краснознамённый полк (06.07.1944 г.);
- 76-й гвардейский штурмовой авиационный Мелитопольский Краснознамённый ордена Кутузова полк (26.04.1945 г.)[1];
- Войсковая часть (Полевая почта) 30169.

## История и боевой путь полка
Полк сформирован как 225-й ближнебомбардировочный авиационный полк в августе 1940 года в Каменец-Подольской (ныне Хмельницкой) области. На 22 июня 1941 года базировался в Староконстантинове, имея в своём составе 10 самолётов СБ (в том числе 3 неисправных), также имел самолёты Су-2. В первый же день войны аэродром полка подвергся налёту авиации противника. Полк приступает к боевым действиям, нанося удары по колоннам противника в районе Перемышля, Крестинополя, Львова и Ровно. Уже 1 июля 1941 года был вынужден перебазироваться в район Бердичева. 10 июля 1941 года полк был выведен с передовой в Борисполь, а оттуда в Липецк. За время боёв на Украине совершил 131 боевой вылет. Получил самолёты Пе-2, в сентябре 1941 года вошёл в состав 3-й резервной авиагруппы и в составе группы перелетел на аэродром поблизости от Волхова.
С началом Тихвинской оборонительной операции был перебазирован на аэродром южнее Тихвина и оттуда в октябре-ноябре 1941 года наносил удары по наступающему противнику, а в ноябре-декабре 1941 года — по отступающему в ходе Тихвинской наступательной операции. 5 января 1942 года отправлен на переформирование. В сентябре 1942 года был переформирован в 225-й штурмовой авиационный полк.
После переформирования полк вошел с 1 октября в боевой состав 226-й штурмовой авиационной дивизии. С 12 июля 1942 года полк в составе 8-й воздушной армии вошёл в подчинение Сталинградского фронта и участвовал в Сталинградской битве на котельниковском направлении и в Донбассе.
За проявленные в боях отвагу, стойкость, дисциплину и героизм личного состава Приказом НКО СССР № 128 от 18 марта 1943 года дивизия преобразована в 1-ю гвардейскую штурмовую авиационную дивизию и 4 мая 1943 года удостоена почётного наименования «Сталинградская», полк преобразован в 76-й гвардейский (Директивой Штаба ВВС КА № 512340 от 21.03.43 г.). Гвардейское знамя полку вручено 29 апреля 1943 года на аэродроме Котельниково.
До конца апреля 1943 года полк в составе 1-й гвардейской штурмовой авиационной дивизии находился в резерве фронта. 15 мая 1943 года полк в составе дивизии перебазировался на аэродром Матвеевский для содействия прорыву наземными войсками долговременной и сильно укреплённой полосы обороны противника — Миус-фронта. В Донбасской операции полк штурмовал оборонительные позиции немцев на реке Миус.
В ходе Донбасской операции полк содействовал наступлению частей 5-й ударной армии и 4-го механизированного корпуса. В начавшейся 30 января 1944 года Никопольско-Криворожской наступательной операции полк участвовал в ликвидации немецкого плацдарма на левом берегу Днепра у Никополя. Штурмовики действовали настолько эффективно, что после каждого ракетно-бомбового удара советские наземные войска быстро овладевали узлами обороны противника. В апреле 1944 года полк в составе дивизии был переориентирован на крымское направление. В период Крымской операции полк способствовал прорыву вражеской обороны на южном берегу залива Сиваш, обеспечивал быстрое продвижение наземных войск 4-го Украинского фронта к Симферополю, участвовал в освобождении города Севастополя. За отличие в боях при овладении городом и железнодорожной станцией Мелитополь — важнейшим стратегическим узлом обороны немцев на южном направлении, запирающим подступы к Крыму и нижнему течению Днепра полку присвоено почётное наименование Мелитопольский.
После освобождения Крыма полк и 1-я гвардейская штурмовая авиационная дивизия были выведены из состава 8-й воздушной армии и переброшены в Калужскую область. С лета 1944 года и до конца войны полк в составе дивизии сражался на 3-м Белорусском фронте в составе 1-й воздушной армии. В период подготовки Белорусской стратегической операции полк провёл большую учебную работу. Были организованы практические занятия по бомбометанию и ракетным стрельбам, проведена разъяснительная работа среди командиров эскадрилий, состоялись собрания, на которых лётчики обменивались боевым опытом. Результатом проведённой работы стали успешные действия при освобождении Белоруссии. Особенно эффективно действовали гвардейцы во время Витебско-Оршанской операции. Лётчики способствовали прорыву обороны противника на оршанском направлении, громили опорные пункты его обороны, уничтожали колонны отступающих немецких войск. Действуя на участке железной дороги Орша — Борисов, полк умелыми действиями заставили немцев бросить 20 эшелонов с военным имуществом при этом не повредив железнодорожное полотно. В ходе операции «Багратион» полк участвовал в освобождении Борисова, Минска и Гродно. За успешное выполнение заданий командования в боях с немецкими захватчиками, за овладение городом и оперативно важным железнодорожным узлом Орша и проявленные при этом доблесть и мужество полк награждён орденом Красного Знамени.
Успешные действия летчиков дивизии в Белоруссии 5 раз были отмечены в приказах Верховного Главнокомандующего. Во время Мемельской операции полк способствовал овладению городом Расейняй. В Инстербургско-Кёнигсбергской операции полк помогал вводу в прорыв частей 2-го танкового корпуса. В составе дивизии полк взломал немецкую оборону в Восточной Пруссии в районе Гумбиннена, а затем на протяжении всей операции оказывал штурмовую поддержку танковым частям, наступавшим на Кёнигсберг. В дальнейшем полк участвовал в штурме Кёнигсберга и разгроме Земландской группировки противника. На завершающем этапе войны полк принимал участие в овладении городом-крепостью Пиллау.
Закончил войну полк на аэроузле Растенбург (Восточная Пруссия). В составе действующей армии полк находился с 22 июня по 10 июля, с 6 сентября 1941 года по 5 января 1942 года (как 225-й ближнебомбардировочный авиационный полк), с 1 октября 1942 года по 18 марта 1943 года (как 255-й штурмовой авиаполк), с 18 марта 1943 года по 12 мая 1944 года и с 8 июня 1944 года по 9 мая 1945 года (как 76-й гвардейский штурмовой авиационный полк).
После войны полк входил в состав 1-й гвардейской штурмовой авиадивизии 1-й воздушной армии Барановичского военного округа до 9 августа 1945 года. С 9 августа 1945 года полк перебазировался на аэродром Барановичи. В апреле 1947 года полк был расформирован в составе дивизии.

## Командиры полка
- майор, подполковник Белов Михаил Иванович, 22.06.1941 — 01.1942
- майор Долгополов Виталий Степанович, с 01.1942 — 14.06.1942 назначен командиром 15 орзап
- майор Смолин Георгий Иванович, 14.06.1942 — 21.12.1942,
- майор, гвардии подполковник Семенов Василий Стефанович, 21.12.1942 — 22.07.1944, назначен штурманом 311-й шад
- гвардии полковник Гурьев Гавриил Анисимович, 22.07.1944 -
- гвардии подполковник Наконечников Александр Георгиевич[4], 11.1945 - 08.11.1946

## В составе объединений
| Дата          | Фронт (округ)               | Армия               | Корпус | Дивизия                                       | Примечания    |
| ------------- | --------------------------- | ------------------- | ------ | --------------------------------------------- | ------------- |
| 18.03.1943 г. | Южный фронт                 | 8-я воздушная армия | -      | 226-я штурмовая авиационная дивизия           |               |
| 18.03.1943 г. | Южный фронт                 | 8-я воздушная армия | -      | 1-я гвардейская штурмовая авиационная дивизия |               |
| 20.10.1943 г. | 4-й Украинский фронт        | 8-я воздушная армия | -      | 1-я гвардейская штурмовая авиационная дивизия |               |
| 12.05.1944 г. | Ставка ВГК                  | 8-я воздушная армия | -      | 1-я гвардейская штурмовая авиационная дивизия |               |
| 08.06.1944 г. | 3-й Белорусский фронт       | 1-я воздушная армия | -      | 1-я гвардейская штурмовая авиационная дивизия |               |
| 09.05.1945 г. | 3-й Белорусский фронт       | 1-я воздушная армия | -      | 1-я гвардейская штурмовая авиационная дивизия |               |
| 09.07.1945 г. | Барановичский военный округ | 1-я воздушная армия | -      | 1-я гвардейская штурмовая авиационная дивизия |               |
| 04.02.1946 г. | Белорусский военный округ   | 1-я воздушная армия | -      | 1-я гвардейская штурмовая авиационная дивизия |               |
| 01.04.1947 г. | Белорусский военный округ   | 1-я воздушная армия |        | 1-я гвардейская штурмовая авиационная дивизия | расформирован |

## Участие в операциях и битвах

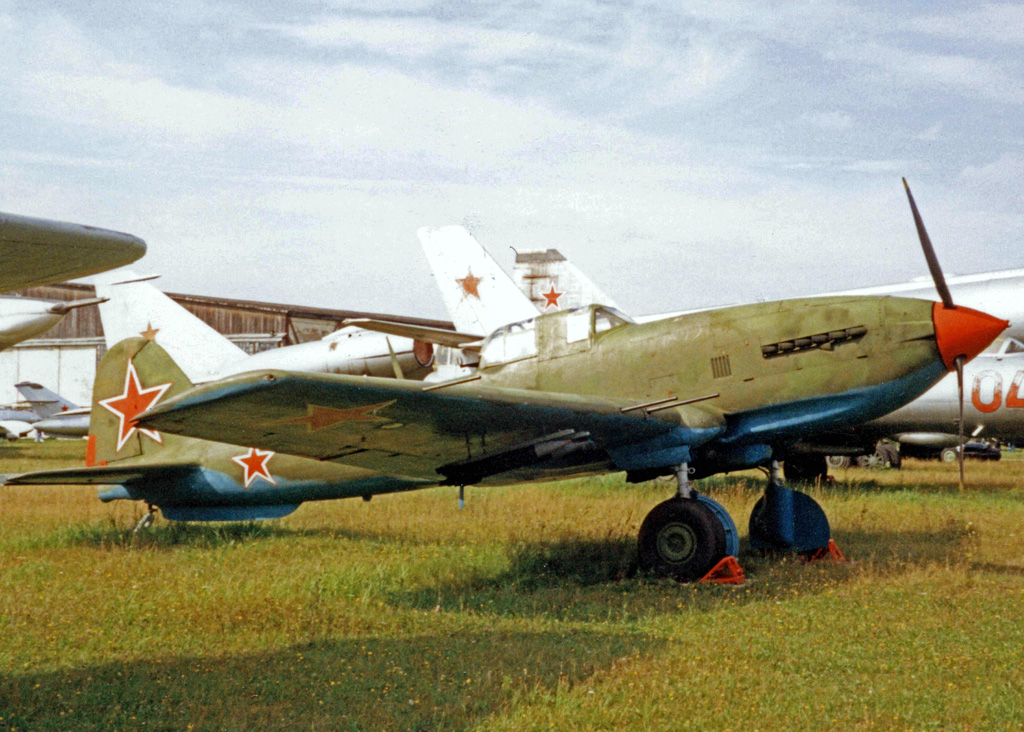
На вооружение полка самолёт Ил-10 начал поступать в середине 1945 года. На фото Ил-10М в Центральном музее ВВС РФ, Монино.

Как 225-й ближнебомбардировочный авиационный полк:
- Приграничные сражения — с 22 по 29 июня 1941 года.
- Киевская операция — с 7 по 10 июля 1941 года.
- Битва за Ленинград:
  - Синявинская наступательная операция — с 10 по 26 сентября 1941 года.
  - Синявинская наступательная операция — с 20 по 28 октября 1941 года.
  - Тихвинская оборонительная операция — с 16 октября по 18 ноября 1941 года.
  - Тихвинская стратегическая наступательная операция — с 10 ноября по 30 декабря 1941 года.

Как 255-й штурмовой авиационный полк:
- Сталинградская битва:
  - Сталинградская оборонительная операция — с 1 октября по 18 ноября 1942 года.
  - Сталинградская наступательная операция — с 19 ноября 1942 года по 2 февраля 1943 года.
- Ростовская операция — с 1 января по 18 февраля 1943 года.

Как 76-й гвардейский штурмовой авиационный полк:
- Миусская операция — с 17 июля 1943 года по 2 августа 1943 года.
- Донбасская операция — с 13 августа по 22 сентября 1943 года.
- Мелитопольская операция — с 26 сентября по 5 ноября 1943 года.
- Никопольско-Криворожская наступательная операция — с 30 января по 29 февраля 1944 года.
- Крымская наступательная операция — с 8 апреля по 12 мая 1944 года.
- Белорусская операция «Багратион» — с 23 июня по 29 августа 1944 года.
- Витебско-Оршанская операция — с 23 по 28 июня 1944 года.
- Минская операция — с 29 июня по 4 июля 1944 года.
- Вильнюсская наступательная операция — с 5 по 20 июля 1944 года.
- Гумбиннен-Гольдапская операция — с 16 по 27 октября 1944 года.
- Восточно-Прусская операция — с 13 января по 25 апреля 1945 года.
  - Инстербургско-Кёнигсбергская операция — с 13 по 27 января 1945 года.
  - Восточно-Померанская операция — с 10 февраля по 4 апреля 1945 года.
  - Кенигсбергская операция — с 6 по 9 апреля 1945 года.
  - Земландская операция — с 13 по 25 апреля 1945 года.

## Награды
- 76-й гвардейский штурмовой авиационный Мелитопольский полк Указом Верховного Совета СССР от 23 июля 1944 года за образцовое выполнение заданий командования в боях с немецкими захватчиками за овладение столицей Советской Белоруссии городом Минск и проявленные при этом доблесть и мужество награждён орденом Красного Знамени[5].
- 76-й гвардейский штурмовой авиационный Мелитопольский Краснознаменный полк Указом Верховного Совета СССР от 23 апреля 1945 года за образцовое выполнение заданий командования в боях с немецкими захватчиками при овладении городом Хайлигенбайль и проявленные при этом доблесть и мужество награждён орденом Кутузова III степени[6].

## Почетные наименования
- 76-й гвардейский штурмовой авиационный полк за отличие в боях при овладении городом и железнодорожной станцией Мелитополь — важнейшим стратегическим узлом обороны немцев на южном направлении, запирающим подступы к Крыму и нижнему течению Днепра на основании приказа ВГК № 34 от 23 октября 1943 года присвоено почётное наименование Мелитопольский[7].

## Благодарности Верховного Главнокомандующего
Воинам полка в составе 1-й гвардейской штурмовой дивизии объявлены благодарности Верховного Главнокомандующего:
- За отличие в боях при овладении городом и железнодорожной станцией Мелитополь — важнейшим стратегическим узлом обороны немцев на южном направлении, запирающим подступы к Крыму и нижнему течению Днепра[7].
- За прорыв сильно укрепленной обороны немцев на их плацдарме южнее города Никополь на левом берегу Днепра, ликвидации оперативно важного плацдарма немцев на левом берегу Днепра и овладении районным центром Запорожской области — городом Каменка, а также занятием более 40 других населенных пунктов[8].
- За отличие в боях при прорыве сильно укрепленной обороны противника на Перекопском перешейке, овладении городом Армянск, выход к Ишуньским позициям, форсировании Сиваша восточнее города Армянск, прорыве глубоко эшелонированной обороны противника в озерных дефиле на южном побережье Сиваша и овладении важнейшим железнодорожным узлом Крыма — Джанкоем[9].
- За отличие в боях при овладении столицей Крыма городом Симферополь — основным опорным пунктом обороны противника, прикрывающим пути к портам южного побережья Крымского полуострова[10].
- За отличие в боях при овладении штурмом крепостью и важнейшей военно-морской базой на Чёрном море городом Севастополь[11].
- За отличие в боях при прорыве сильно укрепленной и развитой в глубину обороны Витебского укрепленного района немцев немцев, южнее города Витебск, на участке протяжением 30 километров, продвижении в глубину за два дня наступательных боев до 25 километров и расширении прорыва до 80 километров по фронту, освобождении более 300 населенных пунктов[12].
- За отличие в боях при овладении городом и оперативно важным железнодорожным узлом Орша — мощным бастионом обороны немцев, прикрывающим минское направление[13].
- За отличие в боях при овладении штурмом городом и крупным узлом коммуникаций Борисов — важным опорным пунктом обороны немцев, прикрывающим подступы к Минску[14].
- За отличие в боях при овладении столицей Советской Белоруссии городом Минск — важнейшим стратегическим узлом обороны немцев на западном направлении[15].
- За отличие в боях при овладении городом и крепостью Гродно — крупным железнодорожным узлом и важным укрепленным районом обороны немцев, прикрывающим подступы к границам Восточной Пруссии[16].
- За отличие в боях при форсировании реки Неман, прорыве сильно укрепленной обороны противника на западном берегу Немана, овладении городом и крупной железнодорожной станцией Мариамполь, важными узлами коммуникаций Пильвишки, Шостаков, Сейны[17].
- За отличие в боях при овладении городом и крепостью Каунас (Ковно) — оперативно важным узлом коммуникаций и мощным опорным пунктом обороны немцев, прикрывающим подступы к границам Восточной Пруссии[18].
- За прорыв обороны противника северо-западнее и юго-западнее города Шауляй (Шавли) и овладении важными опорными пунктами обороны немцев Телыпай, Плунгяны, Мажейкяй, Тришкяй, Тиркшляй, Седа, Ворни, Кельмы, а также овладении более 2000 других населенных пунктов[19]
- За отличие в боях при овладении мощными опорными пунктами обороны противника — Ширвиндт, Наумиестис (Владиславов), Виллюнен, Вирбалис (Вержболово), Кибартай (Кибарты), Эйдткунен, Шталлупенен, Миллюнен, Вальтеркемен, Пиллюпенен, Виштынец, Мелькемен, Роминтен, Гросс Роминтен, Вижайны, Шитткемен, Пшеросьль, Гольдап, Филипув, Сувалки и занятиим около 900 других населенных пунктов, из которых более 400 населенных пунктов на территории Восточной Пруссии[20].
- За отличие в боях при прорыве долговременной, глубоко эшелонированной обороны немцев в Восточной Пруссии и овладении штурмом укрепленными городами Пилькаллен, Рагнит и сильными опорными пунктами обороны немцев Шилленен, Лазденен, Куссен, Науйенингкен, Ленгветен, Краупишкен, Бракупенен, а также занятии с боями более 600 других населенных пунктов[21].
- За отличие в боях при овладении городами Восточной Пруссии Тильзит, Гросс-Скайсгиррен, Ауловенен, Жиллен и Каукемен — важными узлами коммуникаций и сильными опорными пунктами обороны немцев на кенигсбергском направлении[22].
- За отличие в боях при овладении городами в Восточной Пруссии городом Гумбиннен — важным узлом коммуникаций и сильным опорным пунктом обороны немцев на кенигсбергском направлении[23].
- За отличие в боях при овладении городом Инстербург — важным узлом коммуникаций и мощным укрепленным районом обороны немцев на путях к Кенигсбергу[24].
- За отличие в боях при овладении штурмом городами Вормдит и Мельзак — важными узлами коммуникаций и сильными опорными пунктами обороны немцев[25].
- За отличие в боях при овладении городом Хайлигенбайль — последним опорным пунктом обороны немцев на побережье залива Фриш-Гаф, юго-западнее Кёнигсберга[26].
- а отличие в боях при разгроме и завершении ликвидации окруженной восточно-прусской группы немецких войск юго-западнее Кёнигсберга[27].
- За отличие в боях при овладении крепостью и главным городом Восточной Пруссии Кенигсберг — стратегически важным узлом обороны немцев на Балтийском море[28].
- За отличие в боях при овладении последним опорным пунктом обороны немцев на Земландском полуострове городом и крепостью Пиллау — крупным портом и военно-морской базой немцев на Балтийском море[29].

## Отличившиеся воины

### Дважды Герои Советского Союза
- Гареев Муса Гайсинович, гвардии майор, командир эскадрильи 76-го гвардейского штурмового авиационного полка 1-й гвардейской штурмовой авиационной дивизии 1-й воздушной армии Указом Президиума Верховного Совета СССР от 19 апреля 1945 года удостоен звания дважды Герой Советского Союза. Золотая Звезда № 2/41.
- Воробьёв Иван Алексеевич, гвардии майор, командир эскадрильи 76-го гвардейского штурмового авиационного полка 1-й гвардейской штурмовой авиационной дивизии 1-й воздушной армии Указом Президиума Верховного Совета СССР от 29 июня 1945 года удостоен звания дважды Герой Советского Союза. Золотая Звезда № 2/60.
- Степанищев Михаил Тихонович, гвардии майор, заместитель командира 76-го гвардейского штурмового авиационного полка 1-й гвардейской штурмовой авиационной дивизии 1-й воздушной армии Указом Президиума Верховного Совета СССР от 29 июня 1945 года удостоен звания дважды Герой Советского Союза. Золотая Звезда № 2/70.

### Герои Советского Союза
- Анисов Владимир Фомич, гвардии капитан, командир эскадрильи 76-го гвардейского штурмового авиационного полка 1-й гвардейской штурмовой авиационной дивизии 8-й воздушной армии Указом Президиума Верховного Совета СССР от 26 октября 1944 года удостоен звания Герой Советского Союза. Золотая Звезда № 4482.
- Воробьёв Иван Алексеевич, гвардии старший лейтенант, командир звена 76-го гвардейского штурмового авиационного полка 1-й гвардейской штурмовой авиационной дивизии 8-й воздушной армии Указом Президиума Верховного Совета СССР от 19 августа 1944 года удостоен звания Герой Советского Союза. Золотая Звезда № 3719.
- Гареев Муса Гайсинович, гвардии капитан, командир эскадрильи 76-го гвардейского штурмового авиационного полка 1-й гвардейской штурмовой авиационной дивизии 8-й воздушной армии Указом Президиума Верховного Совета СССР от 23 февраля 1945 года удостоен звания Герой Советского Союза. Золотая Звезда № 6227.
- Заворызгин Борис Сергеевич, гвардии старший лейтенант, помощник по Воздушно-Стрелковой Службе командира 76-го гвардейского штурмового авиационного полка 1-й гвардейской штурмовой авиационной дивизии 8-й воздушной армии Указом Президиума Верховного Совета СССР от 23 февраля 1945 года удостоен звания Герой Советского Союза. Золотая Звезда № 6250.
- Заровняев Анатолий Иванович, гвардии старший лейтенант, командир звена 76-го гвардейского штурмового авиационного полка 1-й гвардейской штурмовой авиационной дивизии 1-й воздушной армии Указом Президиума Верховного Совета СССР от 29 июня 1945 года удостоен звания Герой Советского Союза. Золотая Звезда № 7470.
- Малахов Николай Михайлович, гвардии капитан, заместитель командира эскадрильи 76-го гвардейского штурмового авиационного полка 1-й гвардейской штурмовой авиационной дивизии 1-й воздушной армии Указом Президиума Верховного Совета СССР от 29 июня 1945 года удостоен звания Герой Советского Союза. Золотая Звезда № 6361.
- Мартьянов Николай Иванович, гвардии капитан, заместитель командира эскадрильи 76-го гвардейского штурмового авиационного полка 1-й гвардейской штурмовой авиационной дивизии 1-й воздушной армии Указом Президиума Верховного Совета СССР от 19 апреля 1945 года удостоен звания Герой Советского Союза. Золотая Звезда № 6234.
- Надточеев Георгий Мефодиевич, гвардии младший лейтенант, лётчик 76-го гвардейского штурмового авиационного полка 1-й гвардейской штурмовой авиационной дивизии 8-й воздушной армии Указом Президиума Верховного Совета СССР от 13 апреля 1944 года удостоен звания Герой Советского Союза. Золотая Звезда не вручена в связи с гибелью.
- Павлов Лавр Петрович, гвардии младший лейтенант, лётчик 76-го гвардейского штурмового авиационного полка 1-й гвардейской штурмовой авиационной дивизии 8-й воздушной армии Указом Президиума Верховного Совета СССР от 25 октября 1943 года удостоен звания Герой Советского Союза. Золотая Звезда № 1281.
- Протчев Виктор Иванович, гвардии старший лейтенант, заместитель командира эскадрильи 76-го гвардейского штурмового авиационного полка 1-й гвардейской штурмовой авиационной дивизии 8-й воздушной армии Указом Президиума Верховного Совета СССР от 23 февраля 1945 года удостоен звания Герой Советского Союза. Золотая Звезда № 6208.
- Степанищев Михаил Тихонович, гвардии капитан, штурман 76-го гвардейского штурмового авиационного полка 1-й гвардейской штурмовой авиационной дивизии 8-й воздушной армии Указом Президиума Верховного Совета СССР от 26 октября 1944 года удостоен звания Герой Советского Союза. Золотая Звезда № 3715.
- Теряев Пётр Иосифович, гвардии капитан, командир звена 76-го гвардейского штурмового авиационного полка 1-й гвардейской штурмовой авиационной дивизии 1-й воздушной армии Указом Президиума Верховного Совета СССР от 19 апреля 1945 года удостоен звания Герой Советского Союза. Посмертно.
- Шатило Михаил Федосеевич, гвардии старший лейтенант, командир звена 76-го гвардейского штурмового авиационного полка 1-й гвардейской штурмовой авиационной дивизии 1-й воздушной армии Указом Президиума Верховного Совета СССР от 29 июня 1945 года удостоен звания Герой Советского Союза. Золотая Звезда № 6293.

### Кавалеры ордена Славы трёх степеней
- Кирьянов, Александр Иванович, гвардии старший сержант, старший воздушный стрелок 76-го гвардейского штурмового авиационного полка.
- Степанчиков, Андрей Павлович, гвардии старшина, старший воздушный стрелок 76 гвардейского штурмового авиационного полка.

## Воины полка, совершившие огненный таран
Огненный таран совершили:
- 4 апреля 1944 года Герой Советского Союза лётчик гвардии младший лейтенант Павлов Лавр Петрович	и воздушный стрелок гвардии старший сержант Основин Валентин Яковлевич.

## Базирование полка
| Период                  | Место базирования                          |
| ----------------------- | ------------------------------------------ |
| 01.1945 — 25.01.1945    | Винцы , Восточная Пруссия.                 |
| 25.01.1945 — 04.1945    | Инстербург (Черняховск), Восточная Пруссия |
| 14.02.1945 — 09.08.1945 | Растенбург , Восточная Пруссия             |
| 09.08.1945 — 04.1947    | Барановичи, Брестская область              |